# Serenades
| Оценки критиков  | Оценки критиков |
| Источник         | Оценка          |
| ---------------- | --------------- |
| AllMusic         | [ 3 ]           |
| Sputnikmusic     | [ 1 ]           |
| Silencio Hungary | [ 4 ]           |

Serenades — дебютный альбом группы Anathema, выпущенный в феврале 1993. Единственный альбом группы, в котором вокалистом выступал Даррен Уайт. Альбом основан на материале первой демозаписи The Crestfallen, но содержит больше экспериментов и вариаций. Запись альбома проходила в июне-сентября 1992 года в Йоркшире, в той же студии Academy Studios, где ранее было записано демо.

## Стиль и критика
Стилистически Serenades относится к дэт-дум металу, основная тематика текстов — влюблённость, ПТСР и похоть. Более трети длительности оригинальной версии альбома занимает последний эмбиент-трек.
Serenades получил смешанные отзывы музыкальных критиков. Рецензент из Sputnikmusic поставил 4,5 звезды из 5 и отметил, что альбом является «пиком дум-метала и одним из самых удручающих альбомов». Стэнли Сгтпеппер из AllMusic поставил альбому 2,5 звезды из 5 заявил: «Эта мрачная работа, к сожалению, также имеет мрачное качество музыки».

## Список композиций
Все тексты — Даррен Уайт, вся музыка — Anathema.
| №                   | Название                                      | Длительность |
| ------------------- | --------------------------------------------- | ------------ |
| 1.                  | «Lovelorn Rhapsody»                           | 6:25         |
| 2.                  | «Sweet Tears»                                 | 4:14         |
| 3.                  | «J'ai fait une promesse» ("I Made a Promise") | 2:40         |
| 4.                  | «They (Will Always) Die»                      | 7:16         |
| 5.                  | «Sleepless»                                   | 4:12         |
| 6.                  | «Sleep in Sanity»                             | 6:53         |
| 7.                  | «Scars of the Old Stream»                     | 1:10         |
| 8.                  | «Under a Veil (of Black Lace)»                | 7:34         |
| 9.                  | «Where Shadows Dance»                         | 1:58         |
| 10.                 | «Dreaming: The Romance»                       | 23:23        |
| Общая длительность: | Общая длительность:                           | 65:45        |

| №                   | Название                                                               | Длительность |
| ------------------- | ---------------------------------------------------------------------- | ------------ |
| 1.                  | «Lovelorn Rhapsody»                                                    | 6:25         |
| 2.                  | «Sweet Tears»                                                          | 4:14         |
| 3.                  | «J'ai fait une promesse»                                               | 2:40         |
| 4.                  | «They (Will Always) Die»                                               | 7:16         |
| 5.                  | «Sleepless»                                                            | 4:12         |
| 6.                  | «Sleep in Sanity»                                                      | 6:53         |
| 7.                  | «Scars of the Old Stream»                                              | 1:10         |
| 8.                  | «Under a Veil (of Black Lace)»                                         | 7:34         |
| 9.                  | «Where Shadows Dance»                                                  | 1:58         |
| 10.                 | «Eternal Rise of the Sun (from We Are the Bible single)» (bonus track) | 6:38         |
| 11.                 | «Nailed to the Cross/666 (from We Are the Bible single)» (bonus track) | 4:09         |
| 12.                 | «Dreaming: The Romance»                                                | 23:23        |
| Общая длительность: | Общая длительность:                                                    | 76:32        |